# 于志安
于志安（1932年—），男，中国企业家，曾任长江动力集团公司董事长，中共十四大代表。曾制造出中国第一台手扶拖拉机。1995年6月4日从日本返回武汉的于志安乘飞机到达香港，此后经菲律宾叛逃至美国。